# Notomulciber flavolineatus
Notomulciber flavolineatus là một loài bọ cánh cứng trong họ Cerambycidae.